# Oskar Ritschel
Hubert Oskar Ritschel (* 17. August 1872 in Lüttich, Belgien; † 5. April 1941 in Duisburg) war ein deutscher Wasserforschungsingenieur, Unternehmer und Betriebsführer der Magno-Werke in Duisburg und Wülfrath.

## Leben
1895 meldete er in Berlin sein erstes Patent an für ein Selbstentlüftungsventil für Niederdruckdampfheizungen. Ab 1899 bis 1902 führte er die Ritschel und Co. GmbH für Zentralheizungen und Trockenanlagen in Berlin-Charlottenburg. Später hielt er sich in den Niederlanden und Belgien auf, wo er in Brüssel mit einem Partner unter Mahillon & Ritschel firmierte.
Während des Ersten Weltkriegs zog er nach Godesberg, wo Ende 1920 die Offene Handelsgesellschaft Ritschel & Keller eingetragen wurde. Zahlreiche Produkte bzw. Verfahren ließ Ritschel als Erfinder besonders in den 1920er Jahren patentieren, so unter anderem ein Verfahren zur Verhinderung von metallischen Zerstörungen in Kesseln, Kondensatoren, Rohrleitungen und dergleichen bei Verwendung von Säuren zur Entfernung von Kesselstein.
Zu seinem besonderen Verdienst gehörte die Entdeckung und Entwicklung des Magno-Verfahrens. Dabei handelt es sich um ein Verfahren und eine Konstruktion zur „Beseitigung und Verhinderung von Kalk- und Rost-Inkrustation in allen Arten von Warmwassererzeugungs- und Wasserkühlanlagen durch Wasser-Transformation vermittelst saurer und basischer Reaktion von CO2 (D.R.P.a)“. Seine Produkte fanden weltweit Anerkennung.
Anfang 1926 wurde er Mitbegründer und Aufsichtsrat der „Riwag“-Ritschel Wassertransformatoren Aktiengesellschaft in Duisburg. Von 1934 bis 1937 war er Geschäftsführer der Rheinisch-Westfälischen Wasserreinigungsgesellschaft zu Duisburg. Ritschel war Mitinhaber und Betriebsführer der Magno-Werke in Duisburg und Wülfrath, in die seine Erfindungen und Patente einbrachte.
1939 erhielten die Mango-Werke für eine seiner Erfindungen den „Grand Prix“ – die höchste Auszeichnung auf der Internationalen Wasser-Ausstellung Lüttich (Exposition internationale de la technique de l’eau 1939).
Ritschel war seit dem 17. Mai 1930 Mitglied der Krefelder GLL-Tochterloge EOS.

## Privates
1940 erkrankte Ritschel schwer und verstarb 1941 im Krankenhaus Duisburg. Zu seiner Trauerfeier, die im Börsenhaus von Duisburg stattfand, kam neben Arno Fischer, Wilhelm Loch und zahlreichen Ehrengästen auch seine „angebliche“ Tochter Magda Goebbels, die er – in ihrem 19. Lebensjahr am 15. Juli 1920, 13 Tage vor ihrer Verlobung mit dem Großindustriellen Günther Quandt – adoptiert hatte. Ritschel ehelichte „angeblich“ kurz nach der Geburt von Magda 1901 in Berlin deren Mutter Auguste Behrend, ein Dienstmädchen. Die Ehe wurde „nach drei Jahren“ geschieden. Im Mai 1903 heiratete Ritschel in Haarlem (NL) Sophia Roos. Im Alter von fünf Jahren holte er Magda – zunächst gegen den Willen der Mutter – nach Belgien, wo er ihre Internatsaufenthalte auf katholischen Klosterschulen finanzierte. Er selbst wohnte mehrere Jahre aus beruflichen Gründen in Brüssel. Der Literatur über Magda Goebbels ist zu entnehmen, dass sie eine Neigung zum Buddhismus hatte, eine Weltanschauung, in die sie ihr „Vater“ – obwohl gläubiger Katholik – in jungen Jahren einführte. Als „unnahbar“ und „Monokelträger“ beschreibt der britische Historiker Paul Ginsborg in seinem Werk Die geführte Familie. Das Private in Revolution und Diktatur 1900–1950 Oskar Ritschel. Ein Grundstück in Remagen hinterließ er seiner dritten Ehefrau Hedwig Albertine, geb. Ulankowki.